# Imunofluorescence

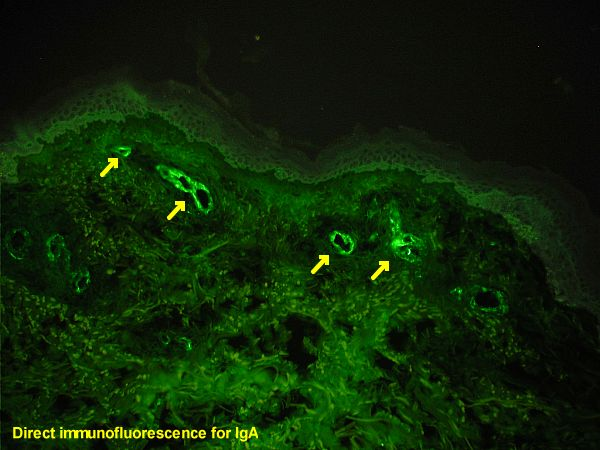
Ukázka imunofluorescenčně obarvené tkáně; do kožního preparátu z pacienta s HSP byla vpravena protilátka, která se váže na IgA; místa, kde je IgA hodně, jsou jasně zelená

Imunofluorescence je molekulární biologická metoda, používaná v biologickém výzkumu a v diagnostice chorob.

## Postup
Nejprve se určitý antigen nebo naopak protilátka označí fluorescenčním barvivem, jako je FITC (fluorescein-izothioékyanát), fluorescein nebo rhodamin. Následně se přidají ke „svému“ odpovídajícímu komplementárnímu antigenu nebo protilátce, což se v typickém případě uskutečňuje na podložním skle se vzorkem tkáně. Díky tomu se požadovaná molekula ve vzorku tkáně zbarví pomocí navázaných fluorescenčních látek, je jasně viditelná a může být pozorována např. pod fluorescenčním mikroskopem (tzv. imunofluorescenční mikroskopie) např. pod UV zářením.